# Patreș, Veliko Tărnovo
Patreș (în bulgară Патреш) este un sat în comuna Pavlikeni, regiunea Veliko Tărnovo,  Bulgaria. 

## Demografie
Componența etnică a satului Patreș
     Bulgari (97,26%)
     Nicio identificare (2,73%)
     Altele (0,58%)
La recensământul din 2011, populația satului Patreș era de 512 locuitori. Din punct de vedere etnic, majoritatea locuitorilor (97,26%) erau bulgari. Pentru 2,73% din locuitori nu este cunoscută apartenența etnică.